# Русалочка (мультсериал)
Русалочка: Мультсериал (англ. The Little Mermaid, в дословном переводе — «Маленькая морская дева») — телевизионный мультсериал, созданный «компанией Уолта Диснея» и являющийся приквелом полнометражного одноимённого мультфильма. Стал первым мультсериалом «Диснея», основанным на его же полнометражном мультфильме. Мультсериал выдержал три сезона, после чего телеканал CBS принял решение закрыть его.

## Сюжет
Сериал является приквелом к выпущенному ранее полнометражному одноимённому мультфильму. События мультсериала предшествуют событиям мультфильма, хотя большая часть персонажей сериала в мультфильме не фигурирует. В некоторых сериях (1 сезон 10 серия, 3 сезон 1 серия) появляется Принц Эрик, но Ариэль либо в этот момент не видит его, либо видит издали и поэтому не особо заинтересовывается им. Некоторые события мультсериала идут вразрез с выпущенным в 2008 году полнометражным приквелом «Русалочка: Начало истории Ариэль».
Ариэль на протяжении сериала никогда не показывается людям за исключением эпизода «Стальная рыба», где она помогает выбраться на поверхность воды человеку по имени Ханс Кристиан Андерсен.

## Персонажи

### Положительные

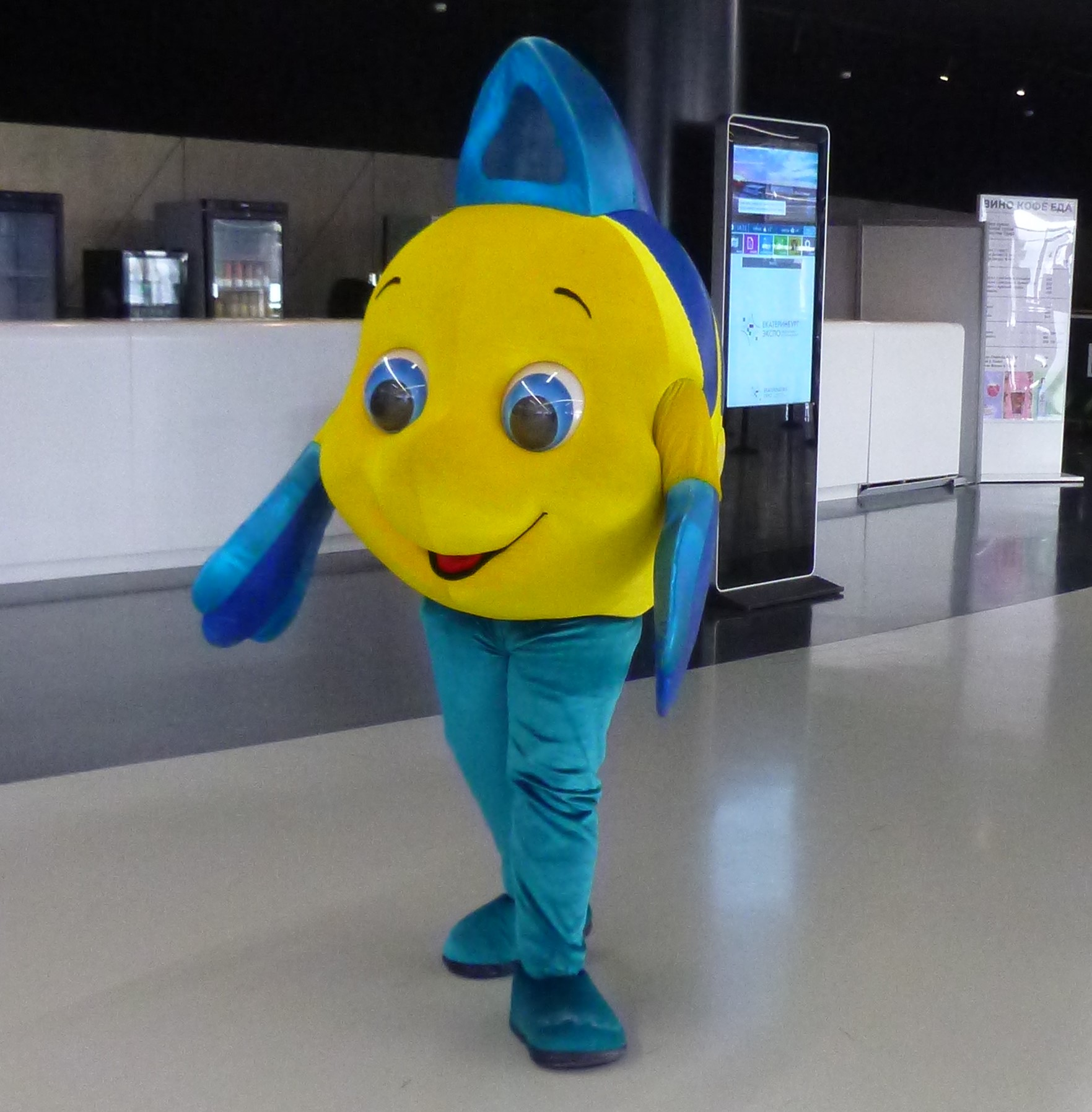
Человек в костюме Флаундера

- Ариэль (англ. Ariel) — главная героиня, очень хорошая и красивая русалочка, принцесса Атлантики. Любит собирать человеческие вещи, попавшие на дно океана.
- Флаундер (англ. Flounder) — рыба, верный друг Ариэль; порой вступает в конфликт с Себастьяном.
- Себастьян (англ. Sebastian) — чопорный придворный краб, наставник Ариэль. Является в качестве министра Его Величества Тритона, но постоянно попадает в неприятности, страдает тем, что многих он меньше и слабее, тем не менее, у него есть друзья, в том числе и Ариэль.
- Тритон (англ. Triton) — отец Ариэль, король Атлантики. Тритон является мудрым и добрым правителем, но порой бывает жёсток в общении с Ариэль. Ненавидит людей (этим он здорово напоминает Ворчуна Гамми, хотя он недолюбливает людей ничуть не меньше).
- Урчин (англ. Urchin) — русалёнок-подросток, сирота, некогда промышлявший мелким воровством. Влюблён в Ариэль.
- Перл (англ. Pearl) — русалка, подруга сестёр Ариэль.
- Скаттл (англ. Scuttle)— неунывающая чайка с некоторыми познаниями о людях.

### Отрицательные
- Злой Скат (англ. Evil Manta) — жестокий монстр. Терпеть не может, когда кому-то весело, посему всячески пытается испортить жизнь обитателей Атлантики. Имеет сына, не такого злого, как сам Скат.
- Урсула (англ. Ursula) — ведьма, в далёком прошлом изгнанная из дворца, впервые появившаяся ещё в полнометражном мультфильме.
- Флотсам и Джетсам (англ. Flotsam and Jetsam) — близнецы-угри, приспешники Урсулы, обеспечивающие ей изображение в хрустальном шаре с помощью слияния собственного зрения. Когда они пугаются, они перепутываются и порой без помощи не выбираются.
- Омар-Кошмар (англ. The Lobster Mobster) — жадный омар, пытающийся заниматься вымогательством, «его разыскивает ОМОН семи морей».
- Акулиты (англ. the Sharkanians) — антропоморфные акулы, под видом дипломатического сближения с Атлантикой проворачивающие свои грязные делишки во главе с императором Акулием.
- Большой Луи (англ. Louie) — огромный краб-бандит, босс Омара-Кошмара и Креветки. Появлялся только в серии "Урчин", в конце которой с подачи Тритона улетел в неизвестном направлении.

## Эпизоды

### Сезон 1 (1992)
| Номер серии | Название                                                              | Порядковый номер серии в сезоне |
| s1e01 (01)  | A Whale Of A Tale — Сказка про кита                                   | 1                               |
| s1e02 (02)  | The Great Sebastian — Себастьян великий (Великий Себастиан)           | 2                               |
| s1e03 (03)  | Stormy — Буян (Ураган)                                                | 3                               |
| s1e04 (04)  | Urchin — Урчин (Найдёныш)                                             | 4                               |
| s1e05 (05)  | Double Bubble — Ползком от мафии (Двойные пузыри)                     | 5                               |
| s1e06 (06)  | Message In A Bottle — Саймон (Послание в бутылке)                     | 6                               |
| s1e07 (07)  | Charmed — Загадочный браслет (Очарованная)                            | 7                               |
| s1e08 (08)  | Marriage Of Inconvenience — Тщетная предосторожность (Неудобный брак) | 8                               |
| s1e09 (09)  | The Evil Manta (In Harmony) — Злой скат (В гармонии)                  | 9                               |
| s1e10 (10)  | Thingamajigger — Неопознанный объект (Штуковина)                      | 10                              |
| s1e11 (11)  | Red — Рыжик                                                           | 11                              |
| s1e12 (12)  | Beached — Одни дома                                                   | 12                              |
| s1e13 (13)  | Trident True — Королевский трезубец (Истинный трезубец)               | 13                              |
| s1e14 (14)  | Eel-Lectric City — Город электрических угрей (Электрогород)           | 14                              |

### Сезон 2 (1993)
| Номер серии | Название                                                             | Порядковый номер серии в сезоне |
| s2e01 (15)  | Resigned To It — Себастьян уходит в отставку                         | 1                               |
| s2e02 (16)  | Calliope Dreams — Необыкновенный концерт                             | 2                               |
| s2e03 (17)  | Save The Whale — Суета из-за кита (Впервые на арене)                 | 3                               |
| s2e04 (18)  | Against The Tide — Против течения                                    | 4                               |
| s2e05 (19)  | Giggles — Смех и слёзы                                               | 5                               |
| s2e06 (20)  | Wish Upon A Starfish — Загадай желание морской звезде (Звёздный час) | 6                               |
| s2e07 (21)  | The Tale Of Two Crabs — Сказка о двух крабах (Краб года)             | 7                               |
| s2e08 (22)  | Metal Fish — Стальная рыба                                           | 8                               |
| s2e09 (23)  | T’ank You For Dat, Ariel — Вот спасибо, Ариэль!                      | 9                               |

### Сезон 3 (1994)
| Номер серии | Название                                           | Порядковый номер серии в сезоне |
| s3e01 (24)  | Scuttle — Скаттл                                   | 1                               |
| s3e02 (25)  | King Crab — Членистоногий король                   | 2                               |
| s3e03 (26)  | Island Of Fear — Эксперимент (Великий эксперимент) | 3                               |
| s3e04 (27)  | Land Of The Dinosaurs — Остров юрского периода     | 4                               |
| s3e05 (28)  | Heroes — Герои                                     | 5                               |
| s3e06 (29)  | The Beast Within — Простим друг другу              | 6                               |
| s3e07 (30)  | Ariel’s Treasures — Сокровища Ариэль               | 7                               |
| s3e08 (31)  | A Little Evil — Маленькая злюка                    | 8                               |